# Aaron Taylor-Sinclair
Aaron Taylor-Sinclair (Aberdeen, Escocia; 8 de abril de 1991) o conocido deportivamente como Aaron Sinclair, es un futbolista profesional británico-antiguano que juega como defensa central izquierdo en el club Airdrieonians de la Scottish Championship. Nacido en Escocia, juega para la selección nacional de Antigua y Barbuda.
Después de hechizos con Doncaster Rovers y Plymouth Argyle, Taylor-Sinclair regresó al fútbol escocés en 2018 con Motherwell. Pasó la segunda mitad de la temporada 2019-20 en préstamo en Crewe Alexandra y luego fue liberado por Motherwell en mayo de 2019.

## Carrera

### Montrose
Taylor-Sinclair comenzó su carrera con Montrose cuando era joven. Comenzó a jugar fútbol a la edad de siete años en el Middlefield Wasps Boys Club. Luego fue explorado por Aberdeen Football Club a la edad de 10 años, donde jugó durante cinco años. Tuvo una temporada en el Albion Boys Club antes de mudarse a Montrose, donde debutó el último día de la temporada 2008-09 contra Albion Rovers. Durante las siguientes dos temporadas se convirtió en un primer equipo regular en Links Park. Su primer gol llegó el 16 de marzo de 2010, contra Forfar Athletic, y su segundo gol llegó cuatro días después. En su segunda temporada, Sinclair anotó tres goles en los primeros dos meses y fue nombrado Jugador Joven del Mes de la Liga de Fútbol de Escocia en septiembre de 2010. Su forma durante las dos temporadas en Links Park, le dio la oportunidad de entrenar con el equipo de St. Johnstone.

### Partick Thistle
Taylor-Sinclair firmó para Partick Thistle el 5 de julio de 2011, donde firmó un contrato de dos años por una tarifa no revelada. Hizo su debut competitivo durante una victoria por 2-1 contra Stenhousemuir en la Scottish Challenge Cup el 23 de julio de 2011. Su forma impresionante al comienzo de la temporada, provocó cierta atracción por parte de los clubes del Campeonato Inglés, como Cardiff City y Southampton . y recibió el premio al Jugador Joven del Mes de SFL para octubre de 2011.

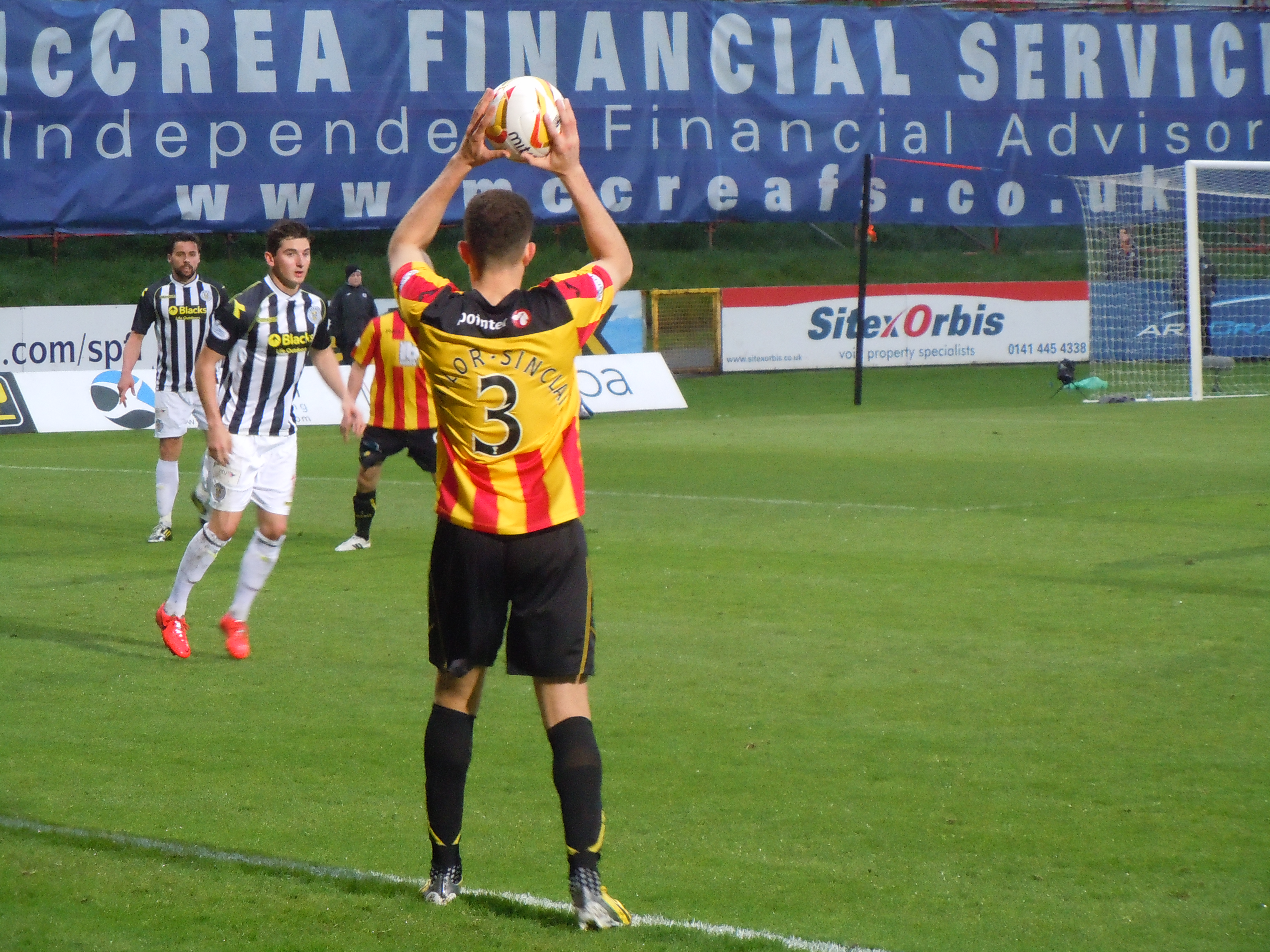
Taylor-Sinclair jugando contra St. Mirren.

Taylor-Sinclair jugó un papel instrumental en la temporada 2012-13 cuando Partick Thistle ganó el Scottish Championship. Su forma impresionante en Thistle despertó el interés de los rivales de Celtic y de clubes ingleses como Cardiff City y Middlesbrough.

### Wigan Athletic
En junio de 2014, Taylor-Sinclair dejó Thistle para mudarse al club del campeonato inglés Wigan Athletic. Hizo su debut para el club en una derrota por 2-1 ante Burton Albion en la Copa de la Liga [.

### Doncaster Rovers

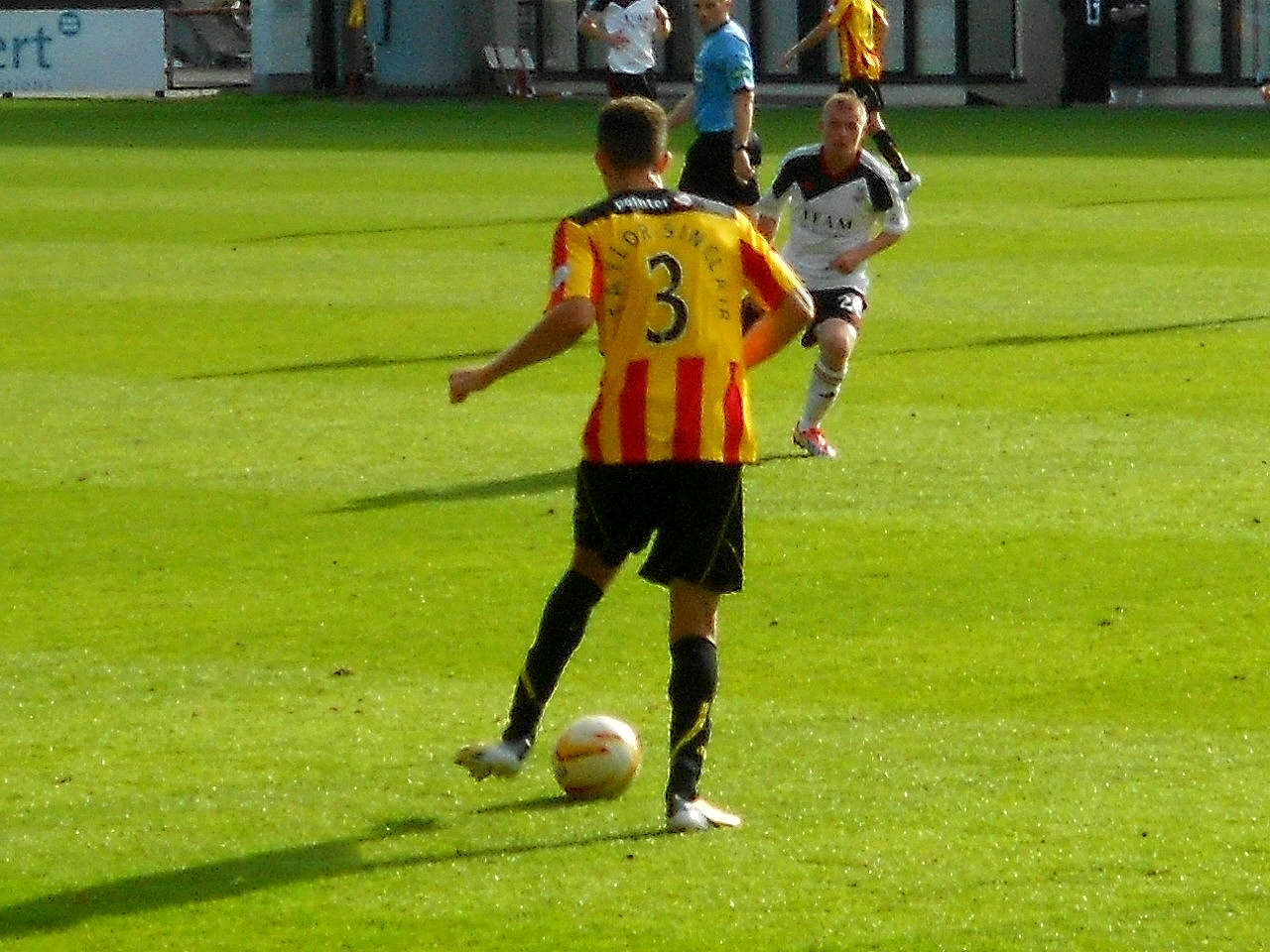
Aaron Taylor-Sinclair en posesión.

El 20 de julio de 2015, Taylor-Sinclair se unió al equipo Doncaster Rovers de la League One en un contrato de dos años. En el partido final de la temporada 2015-16, contra Burton Albion, sufrió una lesión que se esperaba que lo mantuviera fuera por hasta nueve meses.

### Plymouth Argyle
El 28 de junio de 2017, Taylor-Sinclair se unió a League One Plymouth Argyle. Fue liberado por Plymouth al final de la temporada 2017-18.

### Motherwell
Taylor-Sinclair firmó un contrato de un año con el club de la Scottish Premiership Motherwell en junio de 2018. El 30 de enero de 2019, Taylor-Sinclair fue prestada al Crewe Alexandra de la Liga Inglesa Dos hasta el final de la temporada. Hizo su debut en Crewe el 16 de febrero de 2019 como sustituto en la segunda mitad de Harry Pickering en Oldham Athletic, y marcó su primer gol en Crewe el 30 de marzo de 2019 contra Cheltenham Town en Gresty Road.
En mayo de 2019, Taylor-Sinclair fue liberado por Motherwell al final de su contrato.

### Livingston
El 6 de noviembre de 2019, Taylor-Sinclair firmó un contrato a corto plazo con Livingston F.C.

## Selección nacional
Nacido en el Reino Unido Escocia, Taylor-Sinclair es de ascendencia antillana. Fue convocado para representar a la selección de fútbol Antigua y Barbuda en un par de amistosos en junio de 2021. Debutó con Antigua y Barbuda en la victoria por 1-0 ante Granada, el 4 de junio de 2021, en un partido de clasificación para la Copa Mundial de la FIFA 2022.

## Estadísticas de carrera
A partir del 14 de diciembre de 2019
| Club                            | Temporada        | Competencia           | Liga | Liga  | Copa | Copa  | Copa de Liga | Copa de Liga | Otra | Otra  | Total | Total |
| Club                            | Temporada        | Competencia           | Pdo. | Goles | Pdo. | Goles | Pdo.         | Goles        | Pdo. | Goles | Pdo.  | Goles |
| ------------------------------- | ---------------- | --------------------- | ---- | ----- | ---- | ----- | ------------ | ------------ | ---- | ----- | ----- | ----- |
| Montrose F.C.                   | 2008-09          | Scottish League Two   | 1    | 0     | 0    | 0     | 0            | 0            | 0    | 0     | 1     | 0     |
| Montrose F.C.                   | 2009-10          | Scottish League Two   | 30   | 2     | 3    | 1     | 1            | 0            | 0    | 0     | 34    | 3     |
| Montrose F.C.                   | 2010-11          | Scottish League Two   | 35   | 3     | 5    | 1     | 1            | 0            | 0    | 0     | 41    | 4     |
| Montrose F.C.                   | Total            | Total                 | 66   | 65    | 8    | 2     | 2            | 0            | 0    | 0     | 76    | 7     |
| Partick Thistle F.C.            | 2011-12          | Scottish Championship | 30   | 1     | 3    | 0     | 1            | 0            | 2    | 0     | 36    | 1     |
| Partick Thistle F.C.            | 2012-13          | Scottish Championship | 33   | 1     | 2    | 0     | 2            | 0            | 3    | 1     | 40    | 2     |
| Partick Thistle F.C.            | 2013-14          | Scottish Premiership  | 36   | 2     | 1    | 0     | 3            | 0            | 0    | 0     | 40    | 1     |
| Partick Thistle F.C.            | Total            | Total                 | 99   | 4     | 6    | 0     | 6            | 0            | 5    | 1     | 116   | 5     |
| Wigan Athletic F.C.             | 2014-15          | EFL Championship      | 0    | 0     | 0    | 0     | 1            | 0            | 0    | 0     | 1     | 0     |
| Doncaster Rovers F.C.           | 2015-16          | League One            | 43   | 2     | 3    | 0     | 2            | 0            | 1    | 0     | 49    | 2     |
| Doncaster Rovers F.C.           | 2016-17          | League Two            | 4    | 0     | 0    | 0     | 0            | 0            | 0    | 0     | 4     | 0     |
| Doncaster Rovers F.C.           | Total            | Total                 | 47   | 2     | 3    | 0     | 2            | 0            | 1    | 0     | 53    | 2     |
| Plymouth Argyle F.C             | 2017-18          | League One            | 24   | 0     | 0    | 0     | 1            | 0            | 2    | 0     | 27    | 0     |
| Motherwell F.C                  | 2018-19          | Scottish Premiership  | 6    | 0     | 0    | 0     | 3            | 0            | 0    | 0     | 9     | 0     |
| Crewe Alexandra F.C. (préstamo) | 2018-19          | League Two            | 6    | 2     | 0    | 0     | 0            | 0            | 0    | 0     | 6     | 2     |
| Livingston F.C                  | 2019-20          | Scottish Premiership  | 6    | 0     | 0    | 0     | 0            | 0            | 0    | 0     | 6     | 0     |
| Total de carrera                | Total de carrera | Total de carrera      | 254  | 13    | 17   | 2     | 15           | 0            | 8    | 1     | 294   | 16    |

## Honores

### Club
Partick Thistle
Scottish Championship: 2012–13

### Individual
- Jugador joven del mes de la Scottish Football League: septiembre de 2010 [3] y octubre de 2011.[6]
- Equipo del Año de la Primera División de PFA Escocia: 2011-12[26] y 2012-13.[27]